# Davide Tizzano
Davide Tizzano, italijanski veslač, * 21. maj 1968, Neapelj.
Tizzano je za Italijo nastopil na Poletnih olimpijskih igrah 1988 in 1996.
V Seulu je v dvojnem četvercu osvojil zlato medaljo, osem let kasneje pa je v dvojnem dvojcu s soveslačem Agostinom Abbagnalem postal olimpijski prvak tudi v tej disciplini.